# ケイロル・フィゲロア
ケイロル・アレクシス・フィゲロア・モラレス（Keyrol Alexis Figueroa Norales, 2006年8月31日 - ）は、ホンジュラスのフランシスコ・モラサン県テグシガルパ出身のサッカー選手。リヴァプールFCのユースアカデミー所属。ポジションはフォワード。父は元プロサッカー選手のマイノル・フィゲロア。

## 経歴
ホンジュラスで生まれ、当時父がプレミアリーグのチームに所属していたためイングランドへ移住した。
FCダラスのユースアカデミーに在籍した後、2018年にリヴァプールFCのユースアカデミーに加入した。

## 代表歴
父の母国のホンジュラスではなく、アメリカ合衆国の代表チームでプレーしている。これは自分の家族の多くがアメリカに点在しており、彼らに活躍する姿を見せ、自分を誇りに思ってほしいという理由からである。